# Статом
Стато́м (англ. statohm, statΩ) — когерентна одиниця вимірювання електричного опору в системі одиниць СГСЕ (абсолютна електростатична система одиниць). Один статом дорівнює електричному опору такого провідника, у якому за різниці потенціалів 1 статВ протікатиме струм в 1 статА.
Статичні одиниці у цій системі пов'язані з еквівалентними електромагнітними одиницями за допомогою коефіцієнта швидкості світла. Ці одиниці були відомі як абсолютні одиниці, тому еквівалентом статома був абом, а їхнє співвідношення:
1 статом  = c2 абом = 8,987551787·1020 абом,
де c — швидкість світла у сантиметрах за секунду.
Ці одиниці не є поширеними. У системі SI одиницею опору є Ом. Статом приблизно у трильйон (1012) разів більший від ома і є найбільшою одиницею опору, яка коли-небудь використовувалася в будь-якій системі вимірювання. Статом як практична одиниця так само непридатно великий, як і абом непридатно малий.
1 статом  = 8,987551787·1011 Ом